# Bāruni
Bāruni är en ort i Indien.   Den ligger i distriktet Begusarāi och delstaten Bihar, i den nordöstra delen av landet, 900 km öster om huvudstaden New Delhi. Bāruni ligger 50 meter över havet och antalet invånare är 84 888.
Terrängen runt Bāruni är mycket platt. Runt Bāruni är det mycket tätbefolkat, med 2 103 invånare per kvadratkilometer. Närmaste större samhälle är Begusarai, 17,8 km öster om Bāruni. Trakten runt Bāruni består till största delen av jordbruksmark.